# Jemenitische Luftstreitkräfte
Die Jemenitischen Luftstreitkräfte (einschließlich der Luftverteidigung) sind Teil der jemenitischen Armee. Sie haben eine Stärke von etwa 5.000 Soldaten und gliedern sich in eine Staffel mit MiG-21, eine Staffel mit MiG-21 und MiG-29, eine Staffel Su-22 und F-5E, einer Hubschrauberstaffel mit Mi-24 und Mi-8, einer Hubschrauberstaffel mit Mi-8, einer Lehrstaffel mit L-39C und einer Transportstaffel.

## Flugmaterial
Für die Erfüllung der Aufgaben der Luftstreitkräfte verfügen diese über:
- Mehrzweckkampfflugzeuge:
  - 20 MiG-29SMT (FULCRUM) (davon 2–4 UTB)
  - 58 MiG-21bis (FISHBED-L)
  - 8 F-5E „Tiger“ II
- Jäger/Jagdbomber:
  - 30 Su-20/-22
- Transportflugzeuge:
  - 3 An-12BP (CUB)
  - 1 An-24RV (COKE)
  - 8 An-26 (CURL)
  - 2 C-130H „Hercules“ (sind zivil registriert)
  - 4 Il-14 (CRATE)
  - 1 Il-76TD (CANDID) (ist zivil registriert)
- Schulflugzeuge:
  - 2 F-5B „Tiger“ II
  - 10 L-39C „Albatros“
  - 11 Zlín Z-242
  - 12 MiG-21 (MONGOL)
  - 8 Su-22UM3 (FITTER-G)
- Kampfhubschrauber:
  - 8 Mi-24 (HIND)
- Verbindungs-/Transporthubschrauber:
  - 14 Mi-8 (HIP)
  - 1 Mi-171
  - 4 AB.206B „Jet Ranger“
  - 1 AB.204B
  - 3 AB.212

Als Bordwaffen werden u. a. folgende Waffensysteme verwendet: 
- Luft-Luft-Raketen:
  - AA-2
  - AA-8
  - AA-10
  - AIM-9 „Sidewinder“
- Panzerabwehrlenkwaffen:
  - AT-3
  - AT-4

## Luftverteidigung
Die Luftverteidigung setzt die Waffensysteme S-75, S-125 Newa, 2K12 Kub, 9K32 Strela-2, 9K31 Strela-1, 9K35 Strela-10 und 9K34 Strela-3 ein.

## Standorte
Die Luftwaffe ist hauptsächlich in Sanaa stationiert, operiert aber auch häufig von Hudaydah und Taiz aus.